# Атцара
Атцара (итал. Atzara, сард. Atzàra) — коммуна в Италии, расположена в области Сардиния, подчиняется административному центру Нуоро.
Население коммуны, на 01.01.2024 года, составляет 976 человек, плотность населения ─ 27,41 чел./км². Коммуна занимает площадь 35,61 км². 
Почтовый индекс — 08030. Телефонный код — 0784.
Покровителем коммуны почитается святой Антиох Сардинский, празднование 13 ноября.

## Демография
Динамика населения:

## Администрация коммуны
- Официальный сайт: http://www.comune.atzara.nu.it